# Ion Rotaru (senator)
Ion Rotaru (n. 17 mai 1953, Bordei Verde, România) este un politician român, membru al Parlamentului României. De profesie jurist, a lucrat înainte de 1989 în cadrul aparatului organizatoric al fostului Partid Comunist Român. Ulterior a ocupat diferite funcții juridice sau de conducere în cadrul administrației locale din județul Brăila. Între 2001-2008 a fost consilier județean, Consiliul Județean Brăila, președinte al Comisiei Juridice a consiliului.
A fost ales senator pe listele Partidului Social Democrat la alegerile din 30 noiembrie 2008, alegere validată prin Hotărârea Senatului nr. 68/2008. A fost secretar al Comisiei pentru drepturile omului, culte și minorități, în perioada 19 decembrie 2008 - 26 mai 2010 și președinte al Comisiei pentru sănătate publică, începând cu 19 decembrie 2008.
A fost reales senator în legislatura 2012-2016, din partea PSD, în circumscripția electorală nr.9 Brăila, colegiul uninominal nr.1. Din data de 15 septembrie 2015 a îndeplinit funcția de secretar al Senatului. Este membru al Grupului parlamentar de prietenie cu Regatul Hașemit al Iordaniei și Grupului parlamentar de prietenie cu Regatul Thailanda.
A fost reales senator în legislatura 2016-2020, din partea PSD, în circumscripția electorală nr.9 Brăila,  la data de 11 decembrie 2016 și validat la data de 21 decembrie 2016. Este președinte al Comisiei pentru muncă, familie și protecție socială și membru în Comisia pentru sănătate publică și Comisia de validare. 

## Vezi și
- Senatul României
- Bordei Verde

## Legături externe
- Senatul României - Fișă de senator
- Camera Deputaților, sinteza activitatii parlamentare Arhivat în 8 decembrie 2015, la Wayback Machine.